# Gabinete Lies
El Gabinete de Olaf Lies ejerce el poder ejecutivo de Baja Sajonia, a partir del 20 de mayo de 2025. Encabezado por el político Olaf Lies, el gobierno está integrado por el Partido Socialdemócrata de Alemania (SPD) y Alianza 90/Los Verdes (B'90/Grüne).

## Mandato
Este gobierno está dirigido por el ministro presidente socialdemócrata Olaf Lies. Está formado y apoyado por una coalición entre el Partido Socialdemócrata de Alemania (SPD) y Alianza 90/Los Verdes (B'90/Grüne). Juntos tienen 81 diputados de 146 de los escaños en el Parlamento Regional Bajo Sajón.

## Gabinete ministerial
Partido Socialdemócrata de Alemania     Alianza 90/Los Verdes

### Ministro Presidente de Baja Sajonia
| Fotografía | Primer ministro | Período       | Período     | Partido | Partido |
| Fotografía | Primer ministro | Inicio        | Fin         | Partido | Partido |
| ---------- | --------------- | ------------- | ----------- | ------- | ------- |
|            | Olaf Lies       | 20 de mayo de | En el cargo |         |         |

### Viceministra presidenta de Baja Sajonia
| Fotografía | Vice primer ministro | Período       | Período     | Partido | Partido |
| Fotografía | Vice primer ministro | Inicio        | Fin         | Partido | Partido |
| ---------- | -------------------- | ------------- | ----------- | ------- | ------- |
|            | Julia Hamburg        | 20 de mayo de | En el cargo |         |         |

### Ministros
| Ministerio                                            | Fotografía | Titular             | Período            | Período     | Partido | Partido |
| Ministerio                                            | Fotografía | Titular             | Inicio             | Fin         | Partido | Partido |
| ----------------------------------------------------- | ---------- | ------------------- | ------------------ | ----------- | ------- | ------- |
| Alimentación, Agricultura y Protección del Consumidor |            | Miriam Staudte      | 20 de mayo de 2025 | En el cargo |         |         |
| Asuntos Federales y Europeos y Desarrollo Regional    |            | Melanie Walter      | 20 de mayo de 2025 | En el cargo |         |         |
| Asuntos Sociales, Trabajo, Sanidad e Igualdad         |            | Andreas Philippi    | 20 de mayo de 2025 | En el cargo |         |         |
| Ciencia y Cultura                                     |            | Falko Mohrs         | 20 de mayo de 2025 | En el cargo |         |         |
| Economía, Infraestructuras y Transportes              |            | Grant Hendrik Tonne | 20 de mayo de 2025 | En el cargo |         |         |
| Educación                                             |            | Julia Hamburg       | 20 de mayo de 2025 | En el cargo |         |         |
| Finanzas                                              |            | Gerald Heere        | 20 de mayo de 2025 | En el cargo |         |         |
| Interior, Deportes y Digitalización                   |            | Daniela Behrens     | 20 de mayo de 2025 | En el cargo |         |         |
| Justicia                                              |            | Kathrin Wahlmann    | 20 de mayo de 2025 | En el cargo |         |         |
| Medio Ambiente, Energía y Protección del Clima        |            | Christian Meyer     | 20 de mayo de 2025 | En el cargo |         |         |